# Élections cantonales françaises de 1858
Des élections cantonales sont organisées en France les 3 et 10 juin 1858.